# Персијски устанак
Персијски устанак је назив за рат између Персијанаца и Међана средином 6. века п. н. е. Почетак устанка отпочео је уједињењењем два персијска краљевства Аншана и Парсумаша, која су након дугогодишње асирске, односно касније Међанске доминације прогласила независност, односно одвајање од Међанског царства. Након две године великих битака, Персија је победила Медију чиме је створена прва Персијска царевина.

## Позадина
Након што му је умро отац 552. п. н. е, Кир Велики је наследио свог оца Камбиза I. на месту краља Аншана. Ипак, Кир тим поступком још увек није постао независан владар. Као и његови претходници, Кир је морао да призна врховну власт Медије. У доба Астијагове владавине, Међанско царство укључивало је већи део древне југозападне Азије, од малоазијске Лидије на западу до племена Парта на истоку, односно Персијанаца на југу.

## Сукоб
Персија је била вазална краљевина Међанског царства од краја 7. века п. н. е., када су Међани у савезу са Вавилонијом покорили Новоасирско царство приликом чега су приграбили њене вазалне територије, међу којима је била и Персија. Током међанске доминације постојале су две персијске краљевине Аншан и Парсумаш, које су биле јако повезане у политичком и родбинском смислу. Године 559. п. н. е. на аншански (персијски) трон долази Кир II Велики, син Камбиза I. Будући да је пренос круне Парсумаша са Арсама (Аријарамнов син) такође прешао на Кира Великог, он је успео да обједини два персијска краљевства па се сматра првим правим персијским царем. Ипак, на почетку Кирове владавине Персија је и даље имала вазални статус под доминацијом моћне Међанске царевне којом је владао Астијаг.
Године 553. п. н. е. због неслагања са Астијаговом политиком Камбиз I. и Кир Велики подижу персијски устанак против међанске доминације над Персијом. Према Николају из Дамаска, побуну је започео Киров отац Камбиз, док је 24-годишњи Кир у исто време боравио код свог деде на краљевском двору у Екбатани. Астијаг је у више наврата одбијао унукове захтеве да добије дозволу да посети родитеље у Персији, али је на наговор персијског заповедника Оебара ипак Киру дозволио петомесечно путовање на југ. Према Херодоту, одмах након Кировог пута родитељима у Персију међански генерал Харпаг му је у утроби зеца послао тајну поруку о плану завере везане за свргавањем Астијага, коју је Кир понео, и пренео своме оцу Камбизу. Астијага су наводно приликом забаве узнемириле речи једне песме која је говорила о „дивљој звери са југа која креће у рат“, што га је подсетило на Кира. На наговор дворских саветника, одлучио је да пошаље 300 коњаника са задатком да врате Кира на краљевски двор живог или мртвог. Међански коњаници сустижу Кира и предају му краљеву наредбу да мора да се вратити у Екбатану, на шта он привидно пристаје и позива коњанике на гозбу. Идућег јутра Кир је побегао и пожурио у град Хирбу где га је чекао Оебар са 5.000 персијских пешака које је Киру послао отац Камбиз I. У бици код Хирбе персијска војска предвођена Киром победила је међанску коњицу при чему је погинуло 250 Међана, док су остали пожурили да обавесте Астијага о овом догађају. Битка код Хирбе била је први велики ударац Међанима, као и први њихов војни пораз након дуго времена. Такође, битка је натерала међанског краља Астијага да покрене велики војни поход против Персијанаца, док је Кир Велики истовремено покушавао да наговори северне сатрапије на побуну, односно на савез са Персијом.
Након битике код Хирбе Кир Велики се повукао до границе са Медијом, док је међански владар Астијаг одлучио да нападне Персију са више од 1.205.000 војника. Ипак, од тог огромног броја војника само је мањи део учествовао у у биткама, док су Персијанци користили све засположиве снаге које су имали. Након неуспешних преговора, дошло је до главне битке. У бити код персијске границе Астијаг је предводио 20.000 својих личних чувара, док је насупрот њему стајала персијска војска са Атрадатом на десном крилу, Оебаром на левом, и Киром у средини који је предводио најхрабрије персијске ратнике. Персијанци су се храбро одбранили и побили много Међана, па је Астијаг наводно заплакао на свом трону и завапио: „Како се храбро боре ти прождрљивци пистаћа“. Ипак, Персијанци су били неуспоредиво бројчано надјачани па су се повукли у обилижњи утврђени град. Кир и Оебар предложили су евакуацију жена и деце на југ у Пасаргад, као и наставак битке следећег дана. Идућег јутра врата града су отворена и сви Персијанци су кренули у офанзиву, док је Атрадат (Камбиз I.) заједно са старцима остао да чува градске зидине. Док су се Кир и Оебар борили на бојишту, Астијаг је послао 100.000 војника да их нападну са леђа, што је присилило Персијанце на повлачење. Камбиз I је након битке био тешко рањен па убрзо умире, а Астијаг га је достојно сахранио.
Након херојског отпора у бици код персијске границе, Кир Велики и Оебар су се повукли у планине код Пасаргада, где су блокирали све уске кланце које воде у Персију. Са собом су повели и све персијске мушкарце, жене, децу и старце. Оебар је одлучио да брани пролазе са 10.000 тешких пешака, а поставио је снаге и на путеве и стазе које су водиле у Персију што је требало да онемогући међанско напредовање. Истовремено, међански краљ Астијаг одлучио је да пронађе пролаз кроз планине и тако окружи Персијанце, али је то било врло тешко будући да је планина била висока, литице стрме, а пролази блокирани великим каменим зидовима. Око 100.000 Астијагових међанских војника одлучило је да се попне уз стрму планину и тако изненадити Кира и персијске цивиле. Међани су потом окружили узвишење, након чега су напали пролазе које су чували тешко наоружани Персијанци. Ипак, облик терена онемогућио је да међанска бројчана предност дође до изражаја. Истовремено, остатак међанских трупа пробијао се кроз густу шуму храстова и дивљих маслина, па су након мукотрпног пробоја успели да досегну персијску војску. У опсади пасаргадског брда 10.000 војника (Персијски бесмртници) предвођених Киром и Оебаром успешно се супроставило десетероструко већој међанској војсци, при чему је наводно погинуло чак 60.000 међанских војника. Персијанци су потукли и остатак међанских трупа у бици код Пасаргада, што је означило крај Астијагове доминације царством. Недуго касније пада и међански главни град Екбатан, а Кир Велики заробљава Астијага.

## Битке
- Битка код Хирбе (552. п. н. е.)
- Битка код персијске границе (551. п. н. е.)
- Битка код пасаргадског брда (550. п. н. е.)
- Битка код Пасаргада (550. п. н. е.)

## Последице
Овај преврат узроковао је пренос политичке моћи са пре доминантних Међана, на други ирански народ - Персијанце, који су сада доминирали над Међанима. Кир Велики великодушно се понео према бившем међанском краљу; оставио га је у животу и обећао како ће се понашати као његов легитимни наследник. Према Ктезију и Ксенофонту, Кир се оженио Астијаговом ћерком, Амитисом. Екбатана, дојучерашњи главни град Медије, због своје велике стратешке важности контролисања средње Азије постала је главни граднове, Ахменидске Персијске царевине.
Пренос политичке доминације са Међана на Персијанце довео је до великог преокрета на Блиском истоку, јер је Кир Велики након покоравања Међанске Монархије морао да се обрачуна са својим суседима и некадашњим међанским савезницима; моћном Лидијском краљевином и Вавилонским царством.

## Значај
Персијска победа над Међанима означила је почетак доминације Персијанаца над осталим иранским народима наредних 2500 година; персијски народ данас чини око 2/3 популације модерног Ирана.

### Античка дела
- Набонидове хронике (вавилонски текстови)
- Херодот: „Историја“ (Ιστορίης Απόδειξη); I, 127
- Ктезије: „Persica“
- Диодор са Сицилије: „Knjižnica“ (Ιστορικη Βιβλιοθήκη)
- Јустин: Epitome of the Philippic History of Pompeius Trogus
- Николај из Дамаска: „Општа историја“
- Страбон: „Историја“, XV 3.8

### Савремена дела
- Ilya Gershevitch: Cambridge History of Iran II, „Међански и ахменидски период“, Cambridge University Press, 1985.
- Rawlinson, George (2007) [1885]. The Seven Great Monarchies of the Ancient Eastern World. New York: John B. Eldan Press.
- Laymon, Charles M. (1971). The Interpreter's One Volume Commentary on the Bible: Introduction and Commentary. Abingdon Press. стр. 440—442.
- Briant, Pierre (2002). From Cyrus to Alexander: A History of the Persian Empire. Eisenbrauns. ISBN 978-1-57506-120-7.
- Duncker, Max (1881). History of Antiquity. London: Richard Bentley.